# Фролков, Алексей Андреевич
Алексей Андреевич Фролков (1904, село Тугань, Калужская губерния — 18 ноября 1989, Кишинёв) — советский партийный деятель, 1-й секретарь Харьковского обкома КП(б)У. Кандидат в члены ЦК ВКП(б) в марте 1939 — феврале 1941 г.

## Биография
Родился в марте 1904 года в семье рабочего-каменщика. В январе 1916 — марте 1917 г. — чернорабочий Днепровского металлургического завода Южного российского общества в селе Каменском Екатеринославской губернии. В марте 1917 — феврале 1919 г. — безработный в селе Каменском. В феврале 1919 — феврале 1922 г. — наёмник богатого крестьянина в селе Семёновке Верхнеднепровского уезда.
В феврале 1922 — октябре 1926 г. — котельник и чеканщик Днепровского металлургического завода в посёлке Каменском Екатеринославской губернии. В 1924 году вступил в комсомол.
В октябре 1926 — октябре 1928 г. — секретарь Каменского районного комитета комсомола (ЛКСМУ).
Член ВКП(б) с декабря 1926 года.
В октябре 1928 — октябре 1929 г. — заведующий организационным отделом Днепропетровского окружного комитета комсомола (ЛКСМУ). В октябре 1929 — марте 1930 г. — культпропагандист ячейки КП(б)У Каменского металлургического завода имени Дзержинского.
В марте 1930 — январе 1935 г. — студент Каменского металлургического института имени Арсеничева, получил специальность инженера прокатчика-термиста.
В январе 1935 — август 1936 г. — заместитель начальника кузнечного цеха Днепродзержинского вагоностроительного завода имени газеты «Правда» Днепропетровской области. В августе 1936 — октябре 1937 г. — сменный начальник рельсобалочного цеха Днепровского металлургического завода имени Дзержинского Днепропетровской области.
В октябре 1937 — мае 1938 г. — секретарь Днепродзержинского городского комитета КП(б)У Днепропетровской области.
В мае — октябре 1938 г. — 3-й секретарь Днепропетровского областного комитета КП(б)У. В октябре — 8 января 1939 г. — 2-й секретарь Днепропетровского областного комитета КП(б)У.
В декабре 1938 — марте 1940 г. — 1-й секретарь Харьковского областного комитета КП(б)У.
В апреле — сентябре 1940 г. — начальник колёсно-прокатного цеха Днепропетровского металлургического завода имени Петровского Днепропетровской области. В сентябре 1940 — сентябре 1941 г. — начальник среднесортного цеха Днепровского металлургического завода имени Дзержинского Днепропетровской области.
В сентябре 1941 — июле 1942 г. — начальник смены, в июле 1942 — мае 1943 г. — начальник цеха блюминга № 3 Магнитогорского металлургического комбината имени Сталина Челябинской области. В мае 1943 — апреле 1944 г. — директор школы № 18 фабрично-заводского ученичества металлургов в городе Магнитогорске.
В апреле 1944 — январе 1945 г. — 2-й секретарь Одесского городского комитета КП(б)У. С января 1945 г. — в распоряжении Одесского областного комитета КП(б)У.
В июне 1945 — мае 1953 г. — заведующий Каменец-Подольского областного отдела коммунального хозяйства.
В мае 1953 — марте 1957 г. — начальник межобластного строительно-монтажного управления № 4 треста «Укрсантехмонтаж» в городе Проскурове (Хмельницком) Каменец-Подольской (Хмельницкой) области.
В марте 1957 — июне 1965 г. — заместитель министра коммунального хозяйства Молдавской ССР. В июне — июле 1965 г. — на пенсии.
В июле 1965 — июле 1973 г. — заместитель директора по учебной части, в июле 1973 — декабре 1977 г. — преподаватель технологии металлов учебного комбината Министерства коммунального хозяйства Молдавской ССР.
С декабря 1977 года — на пенсии в городе Кишинёве, где и скончался.

## Награды
- орден Ленина (7.02.1939)
- ордена
- медали